# أليسون بلاكلي
أليسون بلاكلي (بالإنجليزية: Allison Blakely)‏ هو مؤرخ أمريكي، ولد في 1940.